# Gallaselle
Gallasellus heilyi
Espèce
Synonymes
- Asellus heilyi Legrand, 1956[1]

La Gallaselle (Gallasellus heilyi) est une espèce de crustacés isopodes de la famille des Asellidae (classe des Malacostraca), qui vit dans les eaux douces souterraines (stygofaunes).

## Dénomination
Ce petit crustacé a été découvert en 1955 dans une rivière souterraine du sud du département des Deux-Sèvres, à Bataillé, commune de Gournay-Loizé, par Gabriel Heily, spéléologue poitevin et technicien CNRS au laboratoire de Biologie animale de l'université de Poitiers.
L'animal est décrit en 1956 par le professeur Jean-Jacques Legrand, directeur du même laboratoire ; il est dénommé alors Asellus heilyi.
Les études conduites au cours des années 1970 par deux chercheurs de l'université de Dijon, Jean-Paul Henry et Guy Magniez, la localisent à Sompt dans la résurgence de la rivière souterraine de Bataillé (Deux-Sèvres). Ils créent le genre Gallasellus (étymologiquement, « Aselle de Gaule »), tout en conservant le nom d'espèce heilyi.

## Description
La Gallaselle atteint à l’âge adulte une taille de l’ordre de 5 mm de long.

## Habitat
L’habitat de la Gallaselle est souterrain, dans les nappes phréatiques et leurs émergences. Elle a été identifiée dans des rivières souterraines, des puits et des sources.

## Répartition géographique
L’espèce n’est connue à ce jour que sur moins d’une dizaine de sites et parait endémique au Centre-ouest de la France et même en Poitou-Charentes à l’exception d’une station en limite est du Poitou (Mérigny).
Les gallaselles sont présentes dans quatre bassins versants : Charente, Sèvre Niortaise, Seudre et Loire.
Les plus à l’ouest ont été identifiées dans un puits de Saint-Denis-d'Oléron (Charente-Maritime) et les plus l’est dans une source à Mérigny, commune située dans le département de l'Indre, en région Centre-Val de Loire, sur le bord de l'Anglin, sous-affluent de la Loire par la Gartempe, la Creuse et la Vienne,.
Des études génétiques avec séquençage de l’ADN ont montré :
- la proximité phylogénétique des gallaselles du centre-ouest de la France avec des populations américaines d'Asellidae. Cette proximité confirme leur origine géographique commune et leur différenciation lors de l’ouverture de l’Atlantique nord qui a commencé il y a environ 100 millions d’années au début du Crétacé supérieur;
- des différences au sein des populations endémiques de Poitou-Charentes qui révèlent l'existence d'au moins trois espèces cryptiques (c’est-à-dire morphologiquement identiques), ce qui s'expliquerait par une nouvelle phase de spéciation résultant d'un isolement géographique partiel ou total consécutif à des variations climatiques génératrices d'assèchements plus ou moins prolongés entre plusieurs sous-bassins versants : celui de la Boutonne, celui de la Sèvre Niortaise, et celui de l'Anglin[2].

## Statut et menace
Le statut de Gallasellus heilyi n’a pas encore été évalué sur la liste rouge des espèces menacées (Liste rouge de l'UICN).
Elle pourrait être intégrée à cette liste à l’instar d’autres Asellidae,,,.